# Music 4 Boys & Gays
Music 4 Boys & Gays – składanka wydana w 2007 roku przez wytwórnię Kayax.

## Ogólne informacje
Na dwupłytowym albumie znajdują się piosenki różnych artystów. Pomysłodawczynią projektu jest Kayah. Wydawnictwo składa się z dwóch płyt: Passive, zawierającej wolniejsze utwory, oraz Active, z dynamicznymi, tanecznymi piosenkami.
Na albumie znalazł się remiks utworu Madonny „Sorry” i był to jeden z niewielu przypadków, kiedy amerykańska piosenkarka wyraziła zgodę na umieszczenie swojego utworu na kompilacji.

## Lista ścieżek

### CD 1: Passive
1. Zdzisława Sośnicka – Realia
2. Kylie Minogue – Confide in Me
3. Björk – Pagan Poety
4. MeShell NdegeÓcello – Love Song #1
5. Smolik – CYE (Stieler Remix)
6. Antony and the Johnsons – Cripple and the Starfish
7. Kayah – Dzielę na pół (MTV Unplugged)
8. Alison Moyet – Love Letters
9. Jimmy Scott – Slave to Love
10. Suede – The 2 of Us
11. Maria Peszek – SMS
12. Handsome Boy Modeling School – I've Been Thinking
13. Schiller mit Heppner – Leben... I Feel You
14. Coldcut – Walk a Mile in My Shoes (Schwarz Remix)
15. Bent – Magic Love
16. The Knife – Pass This On

### CD 2: Active
1. Madonna – Sorry
2. Moloko – Forever More (Can7 Safari Club Mix)
3. Jason Hates Jazz – Pray For Love (DJ Chus & David Penn Vocal Mix)
4. Martin Solveig – Something Better
5. Full Intention feat. Thea Austin – Soul Power (Kurd Maverick dub) / Jamie Lewis & DJ Pippi – Impress Me (Sample & Pay Acapella)
6. Tatiana Okupnik – Find Your Way (Seb Skalski Classic Club Mix)
7. Dennis Ferrer feat. Daniele – Church Lady
8. Jamie Lewis & DJ Pippi – So Sexy (Jamie Lewis Darkroom Mix)
9. Milk & Sugar feat. Nicole Tyler – Has Your Man Got Soul (Jamie Lewis Darkroom Dub Remix)
10. Novika – Tricks Of Life (Slope Remix)
11. Martijn Ten Velden – I Wish U Would
12. Sharon Phillips – Want2 / Need2 (Ben Hart Club Mix)
13. 2raumwohnung – Sexy Girl
14. Tom Novy feat. Lima – Take It (Minimal Mix)
15. Mosqitoo – Celebrate (Out Of Mix – utwór dodatkowy)